# Estação 28
A Estação 28 será uma das estações do Metrô do Distrito Federal, situada em Ceilândia, entre a Estação Terminal Ceilândia e a Estação 29. A estação estará localizada no bairro Setor O.
De início, previa-se que sua construção começaria em 2013, sendo ela findada em 2015. Contudo, atrasos e incompetências burocráticas impossibilitaram tal feito. O fato é que, atualmente, espera-se que sua construção se inicie no ano de 2019.
O nome Estação 28 se deve à sua numeração técnica. Outro nome deve ser escolhido fazendo referência à sua localização exata.
A Companhia do Metropolitano do Distrito Federal deu início hoje 19 de janeiro de 2024 à fase externa da licitação para a contratação de empresa (ou consórcio de empresas) para as obras de expansão da Linha 1 em Ceilândia.
O edital foi publicado no Diário Oficial do Distrito Federal (DODF) e inclui a elaboração dos projetos de engenharia (básicos e executivos) e execução das obras civis das estações 28 e 29, de duas subestações retificadoras, além da implantação dos sistemas fixos referentes à expansão da liA expansão será de 2,3 km. No percurso, terão duas novas estações, cruzando Ceilândia até próximo à BR-070, na saída para Águas Lindas. As estações serão construídas entre as QNO 5 e 13 e entre as QNO 7 e 15. Projeta-se o acréscimo de 12 mil passageiros por dia.
Parte dos recursos para a execução do contrato virá dos R$ 600 milhões já garantidos ao Governo do Distrito Federal, dentro do programa de investimentos do Novo PAC. 
A expansão de Ceilândia é mais um projeto do pacote de investimentos que o Governo do Distrito Federal planeja para os próximos anos do Metrô-DF. Serão investidos aproximadamente R$ 2,5 bilhões em recursos do tesouro local, da companhia e do governo federal, por meio da Caixa Econômica Federal e do BNDES, num período de três a cinco anos.